# فنسی (کشتی)
فنسی (کشتی) (به انگلیسی: Fancy) یک کشتی انگلیسی بود که توسط هنری ایوری بین ۱۶۹۴ تا اواخر ۱۶۹۵ فرماندهی می‌شد. از سرنوشت کشتی خبری در دست نیست. نام اصلی کشتی چالز دوم بود.